# オルトミクソウイルス科
オルトミクソウイルス科またはオルソミクソウイルス科(Orthomyxoviridae)はRNAウイルスの科の一つ。呼吸器感染症を引き起こすインフルエンザウイルス(Influenza virus)を含む。

## 分類
本科のウイルスは以下のように分類される。
- A型インフルエンザウイルス属(Influenzavirus A)
  - A型インフルエンザウイルス
- B型インフルエンザウイルス属 (Influenzavirus B)
  - B型インフルエンザウイルス
- C型インフルエンザウイルス属 (Influenzavirus C)
  - C型インフルエンザウイルス
- イサウイルス属
  - イサウイルス (Isavirus)
- クアランジャウイルス属
  - ジョンストン環礁ウイルス（Johnston Atoll virus）
  - クアランジャウイルス（Quaranjavirus）
- トゴトウイルス属
  - ドーリウイルス（Dhori virus）
  - トゴトウイルス (Thogoto virus)